# Lista över supernovor

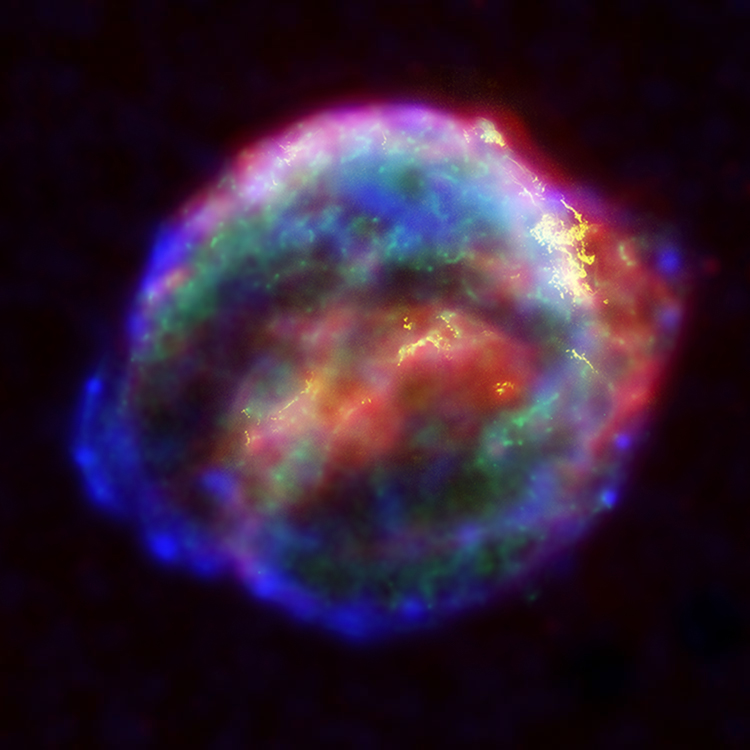
Resterna efter Keplers stjärna (SN 1604)

Listan över supernovor innehåller objekt som är av historisk betydelse. Den innehåller även supernovor som blivit observerade före teleskopets och kamerans tidevarv. Den innehåller vidare supernovor som på olika sätt bidragit till forskningens slutsatser om supernovorna.

## Lista
| Supernova designation (årtal) | Stjärnbild    | Skenbar magnitud | Avstånd (ljusår) | Typ     | Galax                          | Kommentarer |
| ----------------------------- | ------------- | ---------------- | ---------------- | ------- | ------------------------------ | --- |
| SN 185                        | Kentauren     | −4 (?)           | 8 200            | Ia (?)  | Vintergatan                    | RCW 86 är förmodligen lämningar efter supernovan. |
| SN 386                        | Skytten       | +1,5             | 14 700           | II      | Vintergatan                    | |
| SN 393                        | Skorpionen    | –0               | 34 000           |         | Vintergatan                    | |
| SN 1006                       | Vargen        | –7,5             | 7 200            | Ia      | Vintergatan                    | Observerad över stora delar av jorden. Vad gäller skenbar magnitud den ljusstarkaste supernovan i historien.                                          |
| SN 1054                       | Oxen          | –6               | 6 500            | II      | Vintergatan                    | Lämningen heter Krabbnebulosan |
| SN 1181                       | Cassiopeja    | 0                | 8 500            |         | Vintergatan                    | |
| SN 1572                       | Cassiopeja    | –4,0             | 8 000            | Ia      | Vintergatan                    | Tychos nova |
| SN 1604                       | Ormbäraren    | –3               | 14 000           | I       | Vintergatan                    | Keplers stjärna; den senaste synliga supernovan i Vintergatan                                                                                         |
| Cas A, cirka 1680             | Cassiopeja    | +5               | 9 000            | IIb     | Vintergatan                    | Observerades inte under utbrottet, på grund av interstellärt stoft. Lämningen Cas A är däremot den starkaste radiokällan i rymden bortsett från solen |
| SNR G1.9+0.3, cirka 1868      | Skytten       |                  | 25 000           |         | Vintergatan                    | Upptäckt i efterhand 1985; utbrottets ålder fastställt 2008                                                                                           |
| SN 1885A (S Andromedae)       | Andromeda     | +7               | 2 400 000        | Ipec    | Andromedagalaxen               | Den först observerade extragalaktiska supernovan |
| SN 1940B                      | Berenikes hår | +12,8            | 38 000           | II-P    | NGC 4725                       | Första observationen av en supernova av typ II |
| SN 1961V                      | Perseus       | +12,5            | 30 000           | II?     | NGC 1058                       | |
| SN 1972E                      | Kentauren     | +8,7             | 10 900 000       | Ia      | NGC 5253                       | Supernovan följdes under mer än ett år. Den blev prototyp för supernova typ Ia                                                                        |
| SN 1983N                      | Vattenormen   | +11,8            | 15 000           | Ib      | Messier 83                     | Den först observerade supernovan av typ Ib |
| SN 1986J                      | Andromeda     | +18,4            | 30 000           | IIn     | NGC 891                        | Stark strålning inom radiofrekvenserna |
| SN 1987A                      | Svärdfisken   | +2,9             | 160 000          | IIpec   | Stora Magellanska Molnet       | Intensiv strålning nådde jorden den 23 februari 1987, 7:35:35 UT. Stjärnan som fick utbrottet gick att återfinna på äldre fotografier.                |
| SN 1993J                      | Stora björnen | +10,8            | 11 000           | IIb     | Messier 81                     | En av de ljusstarkaste supernovorna på norra stjärnhimlen sedan 1954                                                                                  |
| SN 2002bj                     | Vargen        | +14,7            | 160 000          | .Ia     | NGC 1821                       | Utbrott av typen AM Canum Venaticorum. |
| SN 2003fg                     | Björnvaktaren |                  | 4 000            | Ia      | Okänd galax                    | Känd under namnet "Champagnesupernovan" |
| SN 2005ap                     | Berenikes hår |                  | 4 700 000        | II      | ?                              | Angavs 2007 som ljusstarkast av alla kända supernovautbrott.                                                                                          |
| SN 2005gj                     |               |                  | 865 000          | Ia/II-n | ?                              | Hade kännetecken typiska både för typ Ia och typ IIn.                                                                                                 |
| SN 2005gl                     | Fiskarna      | +16,5            | 200 000          | II-n    | NGC 266                        | Stjärnan kunde återfinnas på gamla fotografier. |
| SN 2006gy                     | Perseus       | +15              | 240 000          | IIn (*) | NGC 1260                       | Observerad av NASA, *med en uttalad ljustopp som varade i 70 dygn, möjligen en ny typ av supernova.                                                   |
| SN 2007bi                     | Jungfrun      | +18,3            |                  | Ic?     |                                | Extremt ljusstark och långlivad |
| SN 2008D                      | Lodjuret      |                  | 88 000           | Ibc     | NGC 2770                       | Den första supernovan att observeras medan den gick in i sitt utbrott.                                                                                |
| SN 2011dh                     | Stora björnen | +12,5            | 23 000           | IIp     | Messier 51                     | Supernovan var synlig i ett medelstort teleskop. |
| SN 2011fe                     | Stora björnen | +10,0            | 21 000           | Ia      | Messier 101                    | En av ytterst få extragalaktiska supernovor som varit synliga i en vanlig fältkikare.                                                                 |
| SN 2014J                      | Stora björnen | +10,5            | 11 500 000       | Ia      | Messier 82                     | Den närmaste sn typ Ia sedan prototypen SN 1972E i NGC 5253                                                                                           |
| ASAS-SN-15lh (SN 2015L)       | Indianen      | +16,9            | 3 800 000        | Ic      | APMUKS(BJ) B215839.70−615403.9 | Den mest luminiösa supernovan som observerats dittills.                                                                                               |
| IPTF14hls                     | Stora björnen | +17,7            | 509 000          | okänd   | ? dvärggalax                   | Ovanlig form av supernova |
| SN 2016aps                    | Draken        | +17,7            | 3 600 000        | SLSB-II | ?                              | Mest luminiösa supernovautbrottet dittills |
| SN 2018zd                     | Giraffen      | +17,8            | 70 000           | Ia-csm  | NGC 2146                       | Den först upptäckta supernovan med elektroninfångning                                                                                                 |
| SN 2020fqv                    | Jungfrun      | +19,0            | 59 400 000       | IIb     | NGC 4568                       | Tidigaste upptäckten av en supernova, 26 timmar efter utbrottet                                                                                       |